# Ceyranbatan
Ceyranbatan (również Dzheyranbatan) – miejscowość i gmina w rejonie Abşeron w Azerbejdżanie.